# Antoni Pons Anguera
Antoni Pons Anguera (Reus, 28 de febrer de 1810 - últim terç del segle XIX) va ser un fadrí cabaler d'una família de menestrals catalans que va deixar escrit un dietari sobre els successos a Reus i a altres llocs del Camp durant la primera meitat del segle xix.
Fill de Salvador Pons, un mestre blanquer, i de Magdalena Anguera, tots dos de Reus, va treballar de jove com a xocolater, fins que es va casar el 1831 amb Rosa Martí. Va fer societat amb el seu sogre, que era botiguer, a parts iguals, i es va dedicar al comerç. Membre de la Milícia a partir de 1833 quan va esclatar la Primera Guerra Carlina, no va destacar en cap fet d'armes. Ell mateix explica que va anar a Escornalbou amb la Quarta companyia del batalló d'infanteria el mes d'octubre de 1835 amb l'ordre de cremar el convent, abandonat pels franciscans després de la crema de convents de Reus el mes de juliol d'aquell any. Va participar no gaire activament al Combat de Morell i Vilallonga on actuava de responsable del manteniment del material bèl·lic. Segons Pere Anguera, era un constitucionalista convençut i un liberal a mig camí entre els moderats i els exaltats.
El dietari manuscrit d'Antoni Pons parla d'un període entre l'inici de la Guerra del Francès, el 1808 i el 1846, quan l'aparició dels Anales históricos de Reus... d'Andreu de Bofarull el 1845, el devien fer desistir de continuar-ne la redacció. Documenta, des d'un punt de vista personal i sense implicar-s'hi ideològicament, els fets reusencs, nacionals i en una mínima part estatals, que van tenir lloc en aquest període, important per la historiografia local, ja que comprèn la Guerra del Francès (1808-1814), la revolta de Lacy (1817) el pronunciament de Riego (1820), les revoltes ultrareialistes i l'entrada dels Cent mil fills de Sant Lluís (1821-1823), els aixecaments dels Malcontents (1825-1827), la Primera Guerra carlina (1833-1840) la Bullanga de 1835 i els pronunciaments antiesparteristes i de la jamància (1842-1844). Dona referències gairebé úniques sobre aldarulls tràgics o facècies carnavalesques, amb un clar sentit antiabsolutista i anticlerical. No fa referència en cap moment a la situació econòmica o social, ni tampoc menciona els fets culturals o ideològics.
L'obra, titulada Libro de varias cosas sucedidas en esta villa, y algunos parages de Cataluña, va ser editada per l'Associació d'Estudis Reusencs el 1988, en una edició anotada de Pere Anguera. El manuscrit porta un subtítol: «para uso de Antonio Pons Anguera. Empezado deste libro al mes de mayo de 1835. Reus». Pere Anguera diu que tot fa pensar que Pons havia pres notes prèvies al 1835, i que tenint en compte que va néixer el 1810 i aplega notícies amb continuïtat a partir de 1808, devia utilitzar altres dietaris anteriors avui perduts. El document va fer cap per donació del seu posseïdor a l'Arxiu Municipal de Reus l'any 1973.